# Вулиця Олександра Копиленка (Київ)
Ву́лиця Олекса́ндра Копиле́нка — вулиця в Печерському районі міста Києва, місцевість Печерськ. Пролягає від вулиці Генерала Алмазова і вулиці Князів Острозьких до Печерської площі.

## Історія
Вулиця виникла у 1-й половині XIX століття і мала побутову назву — Аптечний або Аптекарський провулок (від розташованої на ньому аптеки). У 1869 році отримала назву Петро-Могилянська (рос. дореф. Петро-Могилинская), на честь київського митрополита, засновника Києво-Могилянського колегіуму Петра Симеоновича Могили (пізніше назва була уточнена — вулиця Петра Могили). У місцевості, де прокладено вулицю, в XVII столітті була розташована його садиба. Сучасна назва на честь українського письменника О. І. Копиленка — з 1960 року.

## Важливі установи
- Вищий господарський суд України (буд. № 6)